# Schorfheide-Chorin biosfærereservat
52°58′N 13°49′Ø / 52.97°N 13.82°Ø
 For alternative betydninger, se Schorfheide (flertydig). (Se også artikler, som begynder med Schorfheide)
Schorfheide-Chorin Biosfærereservat, ofte forkortet til Schorfheide, er et biosfærereservat i den tyske delstat Brandenburg nær den polske grænse. Reservatet blev etableret den 1. oktober 1990 efter den tyske genforening og er under beskyttelse af UNESCOs menneske- og biosfærereservatprogram. Det strækker sig over de tyske Landkreise Barnim, Uckermark, Märkisch-Oderland og Oberhavel og omfatter et område på 1.291 km2. Bemærkelsesværdige byer er Eberswalde, Joachimsthal og Friedrichswalde. Kerneområdet i reservatet er dannet af Schorfheide-skoven, en af de største sammenhængende skove i Tyskland. Reservatet har et areal på 1.291,61 km².

## Historie
Fra den tidlige middelalder og frem til trediveårskrigen hørte området under Chorin-klostret, hvilket førte til opdyrkning af passende områder. Skovrydning fandt sted for at producere våben til den preussiske hær, men store dele af skoven blev efterladt urørt som jagtområder for adelen, hvilket markerede skabelsen af nutidens vildmark. Under Det Tredje Rige valgte Hermann Göring stedet til sit landsted Carinhall. Efter Anden Verdenskrig blev skovene igen brugt som et eksklusivt jagt- og fritidsområde for de østtyske ledere. Titlen som et biosfærereservat blev tildelt i 1990 efter et initiativ fra det daværende østtyske statsoverhoved Lothar de Maizière.

## Natur og biologi
Schorfheide blev dannet under den sidste istid. I dag er det et kulturlandskab, der består af udstrakte skove (hvoraf de fleste er domineret af enten ege- eller fyrretræer), en bred vifte af stillestående vandområder som søer (især Werbellinsee, Grimnitzsee og Parsteiner See, damme og gendannede moser, samt hedearealer. Nogle dele af Schorfheide er efterladt som en vildmark. Reservatet krydses af den lille flod Ragöse.
Schorfheide-Chorin biosfærereservat er hjemsted for mange skovlevende dyr som kronhjort og vildsvin. Af særlig interesse og beskyttelsesmål er de dyr, hvis levesteder er truet andre steder i Tyskland, såsom bævere, oddere, sumpskildpadder og klokkefrøer. På grund af sine vandområder fungerer området som en vigtig yngle- og rasteplads for fugle som havørne og traner.